# Pierre Delsuc
Pierre Delsuc, né le 13 septembre 1902 dans le 13e arrondissement de Paris et mort le 3 août 1986 à Pont l'Abbé, est un avocat et un écrivain important de la collection Signe de piste. Il est aussi l'un des premiers chefs formés du scoutisme catholique en France, il prendra la tête du scoutisme clandestin durant la guerre et s'opposera à la création de la branche Ranger et Pionnier, ce qui aboutira à son départ du scoutisme.

## Scoutisme
Il découvre le scoutisme à la 5e Paris du groupe Saint-Louis. Totemisé "Jaguar tranquille". En 1929, il succède à Édouard de Macedo comme chef de ce groupe et le reste jusqu'en 1945 (le groupe est scindé en deux en 1930). En 1933, Pierre Delsuc sera Commissaire de Province de la Branche Eclaireur de Paris Nord Est et sa Banlieue.
Proche du chanoine Cornette, celui-ci lui demande de prendre la succession du Père Jacques Sevin au centre de formation de Chamarande.

### Seconde Guerre mondiale
Mobilisé en 1939, puis démobilisé en 1940, il prend la tête du scoutisme clandestin avec François Bloch-Lainé et Michel de Paillerets, interdit en zone occupée mais qu'il s'efforce de faire vivre. Son QG sera dans un premier temps à Vichy puis à Lyon. En 1943, Georges Tisserand deviendra son assistant pour le scoutisme clandestin.  
Il entre dans la Résistance et est arrêté plusieurs fois par la Gestapo. Envoyé en prison, il est relâché faute de preuves.

### Scoutisme d'après-guerre
À la Libération il devient commissaire général des Scouts de France jusqu'en 1946, occupant ainsi officiellement le poste qu'il occupait officieusement en Zone Nord depuis sa démobilisation.    
Pierre Delsuc fera un travail de réunification des différentes instances scoutes des Zones Nord et Sud, il demandera aussi que le mouvement scout se sépare des idées d'André Cruiziat et Pierre Goutet. Il prendra aussi la décision de proposer Pierre-Yves Labbe comme Commissaire National Scout Marin.  

## Distinctions
- Chevalier de la Légion d'honneur.
- Honoré de la récompense du Loup de Bronze pour son engagement scout[8].

### Ouvrages sur la pédagogie
- Bases fondamentales du scoutisme (avec Michel Menu, Pierre de Montjamont et Henry Dhavernas), 1967, toujours utilisé par les Scouts unitaires de France
- Pour entrer dans le jeu
- Plein Jeu
- Patrouilles en action
- Etapes
- Bivouacs

### Œuvres de fiction
- La Rude nuit de Kervizel, illustrations : Paul Coze, éd. Spes, 1927, Prix Fabien de l'Académie Française, 1928 [9]; réédition : collection « des fleurs et des fruits  », 1928; réédition : 1947; réédition : couverture Pierre Joubert, éd. Elor, collection « Les Jeux de l'Aventure », no 41, 2001
- Le refuge du bonheur, éd. Spes, 1935
- Eux, éd. Spes, 1936; rééditions : 1942, 1947
- Brume sur le Mezenc, éd. Spes, 1947
- Jovanni, éd. Spes, collection Jamboree, 1952; réédition : éd. Alsatia, collection Safari-Signe de Piste, 1974 (SSDP 72); réédition : collection Nouveau Signe de Piste 1980 (NSDP 109)
- L'étrille, éd. Spes, collection Jamboree, 1953
- Tout Ann Héry, éd. Spes, collection Jamboree, 1954
- Gaël des Glénans, éd. Spes, collection Jamboree, 1956; réédition : éd. Alsatia, collection Nouveau Signe de Piste, 1978 (NSDP 59)
- L'île de fer (Gaël 2), éd. Spes, collection Jamboree, 1960
- Port Sterval,  éd. Alsatia, collection Safari-Signe de Piste, 1972 (SSDP 40), collection Nouveau Signe de Piste, 1987 (NSDP 134)